# CFM International
CFM International — франко-американський виробник авіаційних двигунів. Компанія є спільним підприємством між GE Aerospace і Safran Aircraft Engines (раніше відомою як Snecma) зі штаб-квартирою в Цинциннаті, штат Огайо. Була заснована у 1974 році для створення та підтримки серії турбовентиляторних двигунів CFM56. CFM є найбільшим у світі виробником комерційних авіаційних двигунів з часткою ринку 39 % станом на 2020 рік. Компанія поставила понад 37 500 своїх двигунів понад 570 операторам. Назва CFM походить від комерційних позначень двигунів двох материнських компаній: серії CF від GE та серії M від Snecma.

## Історія
У той час як бізнес General Electric з виробництва військових двигунів для винищувачів, безсумнівно, процвітав, амбіції американської компанії щосили втілювалися в цивільному секторі. Лише наприкінці 1950-х GE зробила свій перший вихід на цей ринок.
З іншого боку, Snecma з середини 1960-х думала про найкращу стратегію для виходу на цивільний ринок з новим двигуном, який пропонує суттєві переваги продуктивності з точки зору споживання палива та зниження шуму, характеристики, які все більше затребувані виробниками літаків та авіакомпаніями.
У 1969 році General Electric і Snecma вперше почали співпрацю. Разом із німецькою компанією MTU (Motoren-und-Turbinen-Union) ці дві компанії виробляли деталі для двигуна CF6-50, який оснащував Airbus A300.